# Forcipomyia aurea
Forcipomyia aurea är en tvåvingeart som beskrevs av Malloch 1915. Forcipomyia aurea ingår i släktet Forcipomyia och familjen svidknott.
Artens utbredningsområde är Illinois. Inga underarter finns listade i Catalogue of Life.